# Nitta Yoshisada
Nitta Yoshisada (新田 義貞?; 1301 – 17 agosto 1338) fu il primo capo e fondatore del clan Nitta nel XIV secolo, il quale supportò la corte del Sud dell'imperatore Go-Daigo durante il periodo Nanboku-chō.
È famoso per aver marciato nel 1333 su Kamakura e aver posto fine al governo del clan Hōjō.

## Biografia[2]
In un primo momento servì nell'esercito di Hōjō Takatoki contro Kusunoki Masashige a Kawachi (1333), ma persuaso dal principe Morinaga ad abbracciare la causa del sud, si ritirò a Kōzuke, dove raggruppò un'armata. Poco dopo, a capo di 20.000 uomini, marciò su Kamakura, catturando la città e ponendo fine alla dominazione Hōjō. Come ricompensa ricevette il titolo di Sa-Chujō e di Harima no Kami, assieme alle due province di Kozuke e Harima come feudi personali. Quando Ashikaga Takauji si rivoltò contro Go-Daigo (1335) per la delusione sulle ricompense avute, Yoshisada fu inviato contro di lui e lo sconfisse sulle rive del Yahagi-gawa (Mikawa) e a Suruga, ma fu sconfitto a sua volta a Hakone (Sagami).
Richiamato a Kyoto non riuscì a impedire che Takauji prendesse possesso della città, anche se poco dopo, aiutato da Kitabatake Akiie lo cacciò e lo sconfisse a Hyōgo (Settsu). Dopo aver reclutato un esercito fresco nel Kyūshū, Takauji rientrò sul campo e nella battaglia di Minatogawa (Settsu) inflisse una vittoria decisiva a Yoshisada e Masashige, in cui quest'ultimo perse la vita (1336). Assieme ai principi Tsunenaga e Takanaga cercò rifugio nel castello di Kanasaki (Echizen); assediato poco dopo (1537), fuggì a Somayama anche se suo figlio Yoshiaki e il principe Takanaga furono uccisi.
La morte di Yoshisada fu un evento intenso come d'altronde la sua vita. Mentre Nitta stava combattendo nell'assedio di Kuromaru contro Hosokawa Akiuji, un alleato di Takauji, il suo cavallo fu abbattuto da una freccia. Yoshisada, bloccato sotto il cavallo e incapace di muoversi risultava un bersaglio facile per gli arcieri. Come ultimo atto Yoshisada estrasse la spada corta e tagliò la sua stessa testa. Storie dell'epoca riportano che un certo numero di suoi samurai commisero junshi seppuku nelle vicinanze, come estremo gesto di fedeltà.
Sposò Kōtō-Naishi (匂当内侍) ed ebbe diversi figli tra cui Yoshiaki (新田義顕; 1317/18? - 1337), Yoshioki (新田義興; 1331 - 1358) e Yoshimune (新田義宗; 1331? - 1368).
Yoshisada è considerato come uno dei più strenui sostenitori della dinastia legittima; è onorato con un tempio (Fujishima-jinja) eretto proprio nel punto in cui è morto.